# 熊谷裕人
熊谷 裕人（くまがい ひろと、1962年3月23日 - ）は、日本の政治家。立憲民主党所属の参議院議員（2期）。元さいたま市議会議員（3期）。

## 来歴
埼玉県大宮市（現・さいたま市大宮区）生まれ。中央大学附属高等学校、中央大学商学部卒業。ロッテリアで1年間勤務した後、民社党の和田一仁・石田美栄などの衆参国会議員の秘書を長らく務め、その間、1992年の第16回参議院議員通常選挙では民社党の比例名簿下位から立候補したほか（結果は落選）、新進党や民主党の結党に参画した。
2000年6月の第42回衆議院議員総選挙で岡山4区（石田美栄の衆議院議員時代の地盤）より立候補するも落選。その後池口修次参議院議員の政策担当秘書を務めたのち地元に戻り、2007年、さいたま市議会議員選挙において大宮区選挙区から立候補して初当選。市議は3期務めた。2017年12月に立憲民主党に参加し、党埼玉県組織設立準備会の事務局長を務め、翌2018年1月に党埼玉県連が正式に発足すると県連幹事長に就任した。
2019年の第25回参議院議員通常選挙において埼玉県選挙区に立憲民主党から出馬し、初当選した。
2020年9月15日、旧立憲民主党、旧国民民主党などが合流し、新「立憲民主党」が設立。熊谷も新党に参加。
2021年10月31日の第49回衆議院議員総選挙で立憲民主党は議席を「109」から「96」に減らし、11月2日、枝野幸男代表は引責辞任を表明。枝野の辞任に伴う代表選挙（11月30日投開票）では西村智奈美の推薦人に名を連ねた。
2024年9月23日に実施された代表選挙では枝野幸男の推薦人に名を連ねた。
2025年7月20日投開票の第27回参議院議員通常選挙で埼玉県選挙区に立憲民主党から出馬し得票数3位で再選。

## 主張
- 選択的夫婦別姓導入に「賛成」としている[11]
- 日本国憲法は「どちらかと言えば改正すべき」とする一方、防衛力の強化には慎重になるべきとしている[11]
- 消費税の増税に関しては「どちらかと言えば賛成／やむをえない」とする[11]
- 女性天皇に賛成[11]
- 三橋公民館俳句サークルの女性会員が「九条俳句」を公民館だよりに掲載することを市側が拒否したことは表現の自由の侵害であるとの裁判を巡り、熊谷は市政与党議員としてさいたま市の最高裁判所への上告を支持した[12]。その後最高裁でも市側の敗訴が確定し俳句は掲載された[13]。
- 受動喫煙対策として、地方たばこ税の一部を目的税化して屋外分煙施設を作ることを提案している[14]。

## 人物
- 20歳から25歳までの5年間喫煙をしていたが、現在は禁煙をしている[14]。

## 著書
- 『しなやかに一生懸命―永田町一年生』 （花伝社 1994年）ISBN 4-7634-0273-0　石田美栄との共著

## 選挙歴
| 当落 | 選挙                         | 執行日         | 年齢 | 選挙区       | 政党       | 得票数     | 得票率 | 定数 | 得票順位 /候補者数 | 政党内比例順位 /政党当選者数 |
| ---- | ---------------------------- | -------------- | ---- | ------------ | ---------- | ---------- | ------ | ---- | ------------------ | ---------------------------- |
| 落   | 第16回参議院議員通常選挙     | 1992年07月26日 | 30   | 参議院比例区 | 民社党     | ーー票     | ーー   | 50   | /                  | 17/3                         |
| 落   | 第42回衆議院議員総選挙       | 2000年06月25日 | 38   | 岡山県第4区  | 民主党     | 4万6484票  | 23.66% | 1    | 2/3                | 11/2                         |
| 当   | 2007年さいたま市議会議員選挙 | 2007年4月8日   | 45   | 大宮区選挙区 | 民主党     | 6907票     | 17.06% | 6    | 1/11               | /                            |
| 当   | 2011年さいたま市議会議員選挙 | 2011年4月10日  | 49   | 大宮区選挙区 | 民主党     | 5864票     | 15.25% | 5    | 1/9                | /                            |
| 当   | 2015年さいたま市議会議員選挙 | 2015年4月12日  | 53   | 大宮区選挙区 | 民主党     | 5643票     | 14.96% | 5    | 5/7                | /                            |
| 当   | 第25回参議院議員通常選挙     | 2019年07月21日 | 57   | 埼玉県選挙区 | 立憲民主党 | 53万6338票 | 19.26% | 4    | 2/9                | /                            |
| 当   | 第27回参議院議員通常選挙     | 2025年07月20日 | 63   | 埼玉県選挙区 | 立憲民主党 | 48万330票  | 14.06% | 4    | 3/15               | /                            |